# Paraula de Mixa
Paraula de Mixa   (Barcelona, 25 d'agost de 1998) o Mixa, pseudònim d'Anna Pardos i Ripoll, és una booktuber i bloguera literària catalana. Pertany a l'Associació de Professionals de les Activitats de Dinamització Lectora de Catalunya i presideix l'Associació de Joves Lectors Catalans. També fa de reportera i dinamitzadora cultural participant en festivals literaris i moderant clubs de lectura, taules rodones, tallers i col·loquis. En la mateixa línia, col·labora en emissores de ràdio —com ara RNE4, Ràdio Sant Boi, Ràdio Castelldefels i fins i tot Helen Doron Radio— i el 2020 va fer-ho al programa Tot es mou de TV3 amb una secció literària.
Va afeccionar-se a la lectura gràcies a la seva mare. El seu autor preferit és Terry Pratchett, del qual destaca la saga del Discmón.
El 2016, després d'obrir el blog, va decidir participar en el concurs de recomanacions de llibres #Recomanollegir a YouTube organitzat pel Què Llegeixes i a partir d'això es va engrescar a penjar-hi més vídeos del tema. Veia, per una banda, que el blog era un mitjà que perdia ús en el jovent i, per una altra, que li interessava compaginar el que feia amb l'edició de vídeo.
De bon començament, va ressaltar com a creadora de contingut per centrar-se en la literatura infantil i juvenil, i defensa la literatura en català, en especial si hi està escrita originalment. També produeix cròniques i articles sobre fires, festivals, obres de teatre, música, concerts, concursos i altres esdeveniments culturals contemporanis.
Avui, es dedica professionalment a l'àmbit cultural en tant que autònoma. Amb tot, està llicenciada com a professora d'anglès i ocasionalment fa substitucions. El 2017, era la més jove a la xarxa internacional d’acadèmies Helen Doron, que inclou més de docents 4.000 a 36 països. A més, voldria fer el pas de lectora a autora algun dia.
El febrer del 2023, va rebre la menció com a projecte individual en la categoria de català dels premis a joves difusors del català i l'occità atorgats per l'Euroregió Pirineus Mediterrània. Va quedar just per darrere d'Aida Roca, impulsora del canal Filòloga de Guàrdia sobre llengua catalana.